# Glock 22
Pour les articles homonymes, voir Glock (homonymie) et G22.
Le Glock 22 (G22) est un pistolet identique au Glock 17, mais chambré en .40 S&W.

## Évolution
Tous les modèles G22 vendus à partir de 1998 possèdent une carcasse équipée d'un  rail pour accessoires moulé et présentant une poignée anatomique. Il existe de même un modèle  le G22C, depuis 1996.  La lettre C désigne que l'arme est dotée d'un compensateur qui réduit le relèvement de l'arme au moment du tir. Le compensateur est composé de 2 orifices sur le haut de la culasse (à l'avant de l'arme) et de trous sur le haut du canon afin de laisser s'échapper les gaz produits lors de la combustion de la poudre contenue dans la cartouche. En 2010 apparaissait le G22 de quatrième génération (G22 Gen 4) munie d'un dos de crosse interchangeable (3 tailles).

## Diffusion comme arme de police
En dehors de l'Europe et de l'Afrique, ces marchés lui préférant le Glock 17, il  est très répandu comme arme de police et de défense personnelle en raison de sa munition. Ainsi le G22 est en service dans 3 grands pays amateurs de gros calibres :

### Australie
Police australienne.

### Canada
Police canadienne dont la Police provinciale de l'Ontario, le Service de police de Toronto et le Service de police d'Ottawa.

### États-Unis
C'est le principal marché administratif du G22. Il est ainsi courant au niveau fédéral (FBI, Drug Enforcement Administration, United States Marshals Service, Agence de protection de l'environnement des États-Unis). Il a été fourni surtout  aux polices municipales (notamment le LAPD aux côtés des Glock 17 /Glock 21, ou le Chicago Police Department) et aux polices d'État américaines (comme l'Arkansas State Police avec les Glock 21/Glock 35).

## Variante pour le tir sportif: le Glock 24
En plus des G23, G27 et G35 (une version très appréciée des SWAT Teams), la gamme Glock de pistolets calibre .40 S&W comprend aussi une variante destinée au tir sportif : le Glock 24/24C. Comme le Glock 17L, les G24 et G24C sont dotés d'un canon plus long de 4 cm.

## Populaire aussi dans la fiction
- Dans la série Breaking Bad, l'agent de la DEA Hank Schrader (joué par Dean Norris) possède un Glock 22 ; de même que son collègue John Wharton (incarné par Arnold Schwarzenegger) dans le film Sabotage.

- De même, les policiers Ben Sherman (Benjamin McKenzie) et Chickie Brown (Arija Bareikis), comme de nombreux policiers en uniforme du LAPD, ou l'enquêteur Ray Suarez sont armés de ce pistolet dans la série Southland.

- Enfin, il arme les agents spéciaux du Federal Bureau of Investigation dans  le film Collatéral, ou l'équipe du Chief Deputy Marshal Samuel Gerard (Tommy Lee Jones) dans le long métrage U.S. Marshals.

De son côté, le Glock 24 est utilisé par un criminel dans le premier épisode de la sixième saison des  Experts : Miami.

## Apparitions dans les jeux vidéo
Les joueurs peuvent le choisir pour jouer à Saints Row 2, Grand Theft Auto IV ou The 3rd Birthday.

## Sources
Cet article est issue de la lecture des revues spécialisées et monographies de langue française suivantes :
- Cibles (Fr)
- Action Guns (Fr)
- Raids (Fr)
- R. Caranta, Pistolets et Revolvers d'aujourd'hui, Crépin-Leblond, 5 tomes, 1998-2009.
- R. Caranta, Glock. Un monde technologique nouveau, Crépin-Leblond, 2005.